# Marcus Eppuleius Proculus Tiberius Caepio Hispo
Marcus Eppuleius Proculus Tiberius Caepio Hispo war ein römischer Senator des späten 1. und frühen 2. Jahrhunderts n. Chr. 
Caepio Hispo stammte vermutlich aus Norditalien. Sein vollständiger Name Galleo Tettienus Severus Marcus Eppuleius Proculus Tiberius Caepio Hispo ist durch Inschriften aus Ravenna und Ephesus überliefert; üblicherweise nannte er sich Tiberius Caepio Hispo. Vermutlich Sohn eines Lucius Eppuleius, wurde er von Galeo Tettienus Petronianus adoptiert. 
Seine Laufbahn umfasst: Militärtribun der legio VII Claudia in Moesia, Decemvir stlitibus iudicandis, Quaestor urbanus, Volkstribun, Praetor, möglicherweise Prokonsul der Baetica, Praefectus aerari militaris unter Kaiser Domitian und eventuell Kaiser Nerva. Im Jahr 102 war er Suffektkonsul mit Rubrius Gallus. 103 oder 104 setzte er sich im Prozess gegen Iulius Bassus für ein Zivilgericht ein. Später war er Prokonsul von Asia. Er war Pontifex.